# Třída V 105
Třída V 105 byla třída torpédoborců německé Kaiserliche Marine z období první světové války. Původně byly objednány pro nizozemské královské námořnictvo, ale po vypuknutí světové války byly zabaveny a zařazeny do námořnictva německého. Celkem byly postaveny čtyři jednotky této třídy. Ve službě byly od roku 1915. Torpédoborec V 107 byl za války potopen. Sesterské torpédoborce V 105 a V 106 získala v rámci reparací Brazílie, ale do služby zařazeny nebyly. Později byl V 105 předán polskému námořnictvu, které převzalo ještě zbývající V 108. V Polsku plavidla čekala ještě dlouhá služba. Jeden roku 1925 zničil vnitřní výbuch a druhý byl potopen německým letectvem na počátku druhé světové války.

## Stavba
Stavbu čtyř torpédoborců této třídy objednalo Nizozemsko u německé loděnice AG Vulcan Stettin ve Štětíně. Jejich původní označení bylo Z1 až Z4. Kýly plavidel byly založeny roku 1914. Zákazníku nebyly dodány kvůli vypuknutí války a 10. srpna 1914 je převzalo německé námořnictvo. Do služby byly přijaty roku 1915.
Jednotky třídy V 105:
| Jméno         | Zahájení stavby | Spuštění na vodu  | Zařazena do služby | Status |
| ------------- | --------------- | ----------------- | ------------------ | --- |
| V 105 (ex Z1) | 1914            | 26. srpna 1914    | leden 1915         | V srpnu 1920 předán Brazílii, ale nezařazen. V září 1921 jej polské námořnictvo zařadilo jako ORP Mazur (MR). Od roku 1931 dělostřelecká cvičná loď. Dne 1. září 1939 potopen německou Luftwaffe. |
| V 106 (ex Z2) | 1914            | 26. srpna 1914    | leden 1915         | V srpnu 1920 předán Brazílii, ale nezařazen. |
| V 107 (ex Z3) | 1914            | 12. prosince 1914 | březen 1915        | Dne 8. května 1915 poblíž přístavu Libava potopen minou. |
| V 108 (ex Z4) | 1914            | 12. prosince 1914 | březen 1915        | V září 1921 jej polské námořnictvo zařadilo jako ORP Kaszub. Dne 20. července 1925 jej v Gdaňsku potopil výbuch kotlů. Vyzvednut a sešrotován.                                                    |

## Konstrukce

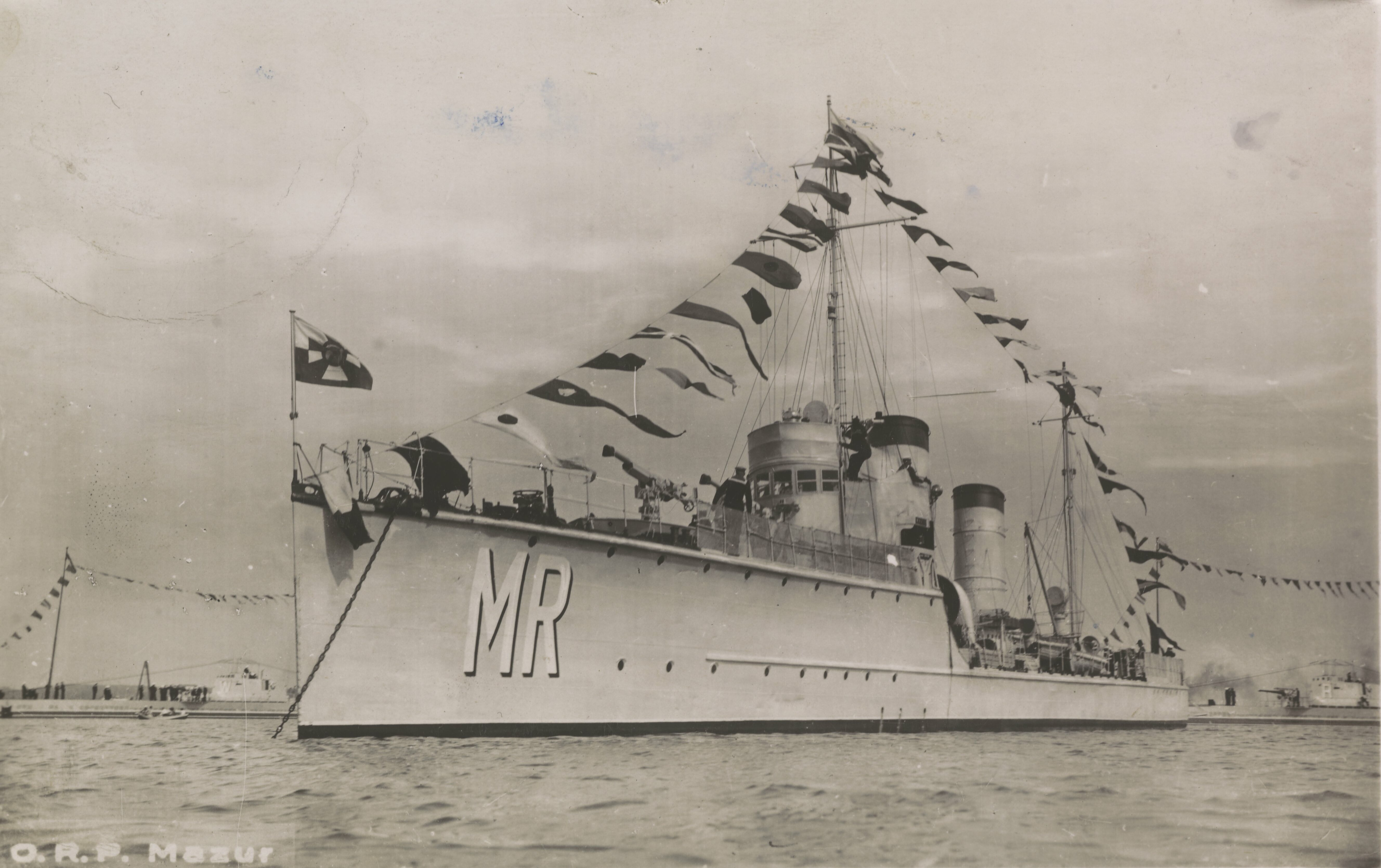
Polský torpédoborec Mazur (ex V 105)

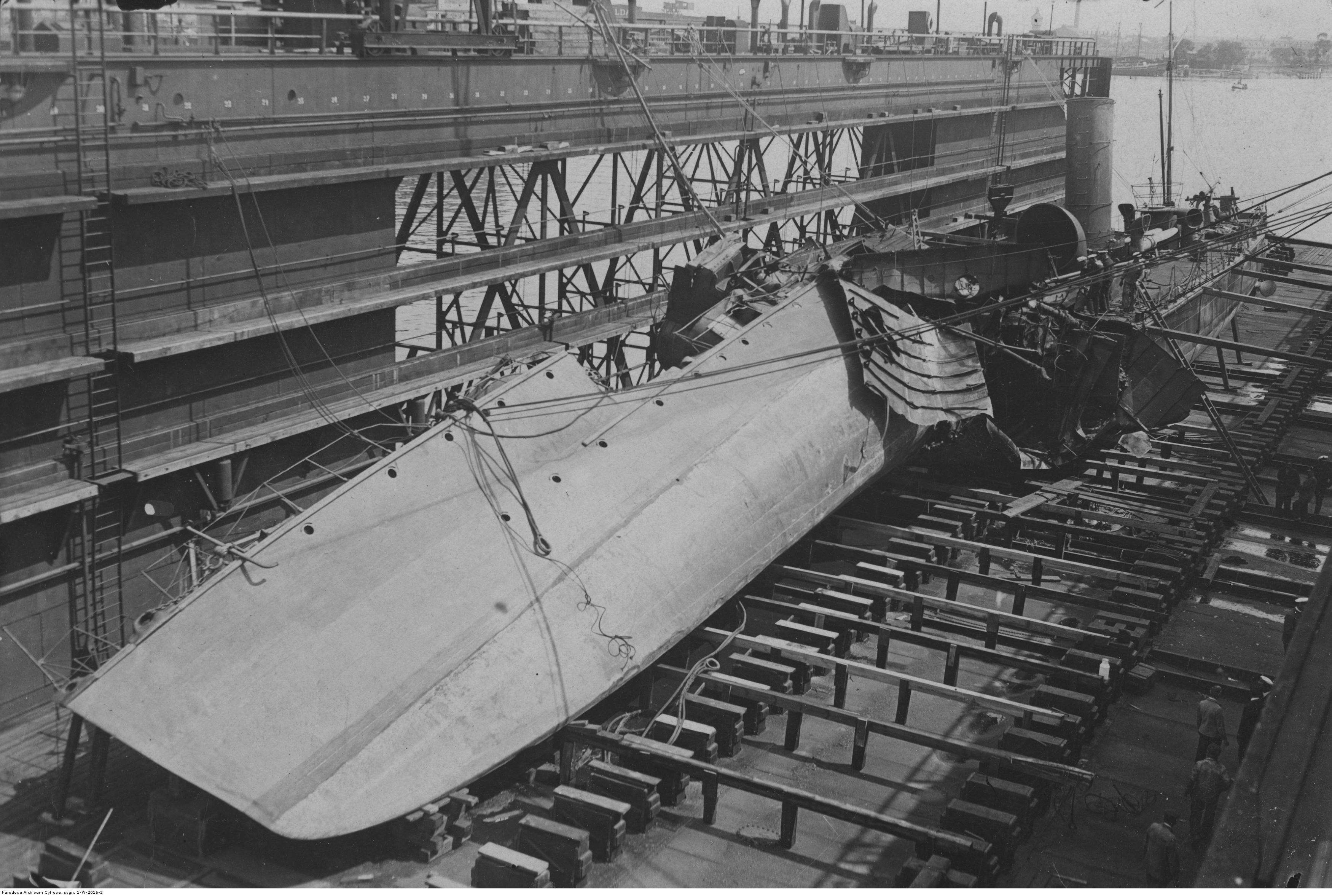
Vrak polského torpédoborce ORP Kaszub (ex SMS V 108)

Hlavňová výzbroj jednotlivých plavidel se mírně lišila. V 105 a V 107 nesly dva 88mm/42 kanóny TK L/45 C/14 a dva jednohlavňové 450mm torpédomety. Oproti nim nesl V 106 dva 52mm/51 kanóny SK L/55 C/03 a V 108 dva 88mm/27 kanóny TK L/30 C/08. Pohonný systém tvořily čtyři kotle Yarrow a dvě parní turbíny AEG-Vulcan o výkonu 5500 hp, pohánějící dva lodní šrouby. Nejvyšší rychlost dosahovala 28 uzlů. Dosah byl 1400 námořních mil při rychlosti sedmnáct uzlů.

### Modifikace
Kaszub na počátku služby nesl dva 47mm kanóny a dva 7,7mm kulomety. Později byl přezbrojen dvěma 75mm kanóny a dvěma 450mm torpédomety. Mazur od roku 1931 sloužil jako dělostřelecká cvičná loď. Nesl jen hlavňovou výzbroj. Roku 1935 byl odstraněn jeden z kotlů a zadní komín. Rychlost klesla na dvacet uzlů.